# Imperfect Remixes
Imperfect Remixes es un EP realizado por el cantante armenio-estadounidense Serj Tankian únicamente publicado en Internet, el 1 de marzo de 2011, presentando mezclas editadas de canciones de su último álbum, Imperfect Harmonies. En ayuda de esta compilación se incluye Tom Morello, principal proveedor de rock en las canciones «Goodbye - Gate 21» y «Reconstructive Demonstrations», y de la versión electrónica de «Invisible Love - Deserving?». El álbum también tiene un lado B extra de las sesiones de Imperfect Harmonies, titulado Goddamn Trigger.

## Lista de canciones
| N.º | Título                                                        | Duración |  |
| 1.  | «Goodbye – Gate 21» (Rock Remix, con Tom Morello)             | 3:41     |  |
| 2.  | «Reconstructive Demonstrations» (Rock Remix, con Tom Morello) | 4:06     |  |
| 3.  | «Invisible Love – Deserving?» (Electro Remix)                 | 4:22     |  |
| 4.  | «Goddamn Trigger» (Lado B extra)                              | 3:20     |  |